# Retinoidy
Retinoidy – organiczne związki chemiczne, kwasowe pochodne witaminy A. Pobudzają wzrost i wpływają na różnicowanie się komórek nabłonkowych oraz zwiększają syntezę glikoprotein błonowych. Retinoidy pobudzają wzrost komórek w warstwie kolczystej nabłonka, zmniejszają spójność komórek w tkance, powodują rumień i złuszczanie nabłonków.
Ze względu na budowę i właściwości wyróżnia się 3 lub 4 generacje retinoidów:
- I generacji – retinoidy monoaromatyczne naturalne, działające nieselektywnie – retinol (witamina A) i jej metabolit retinal, tretynoina, izotretynoina, alitretynoina;
- II generacji – retinoidy monoaromatyczne, syntetyczne analogi witaminy A – etretynat, acytretyna, motretynid(inne języki);
- III generacji – retinoidy poliaromatyczne (tzw. arotinoidy), charakteryzujące się selektywnym działaniem receptorowym  – adapalen, arotynoid, beksaroten, tazaroten.
- IV generacji (podawane przez niektórych autorów) – pochodne pironu: trifaroten[1], seletinoid G[2]

Stosowane do udrożnienia gruczołów łojowych, zwiększania dopływu tlenu do wnętrza skóry. Powodują zanik gruczołów łojowych i rozjaśnienie skóry. Retinoidy działają przeciwtrądzikowo, ponieważ m.in. hamują rozwój Staphylococcus epidermidis, Pityrosporum ovale i Cutibacterium acnes.
Funkcje wszystkich retinoidów i ich znaczenie biologiczne polega na:
- modulacji rozrostu i różnicowania,
- zapobieganiu rogowacenia,
- wprowadzaniu zmian w spoistości komórkowej,
- działaniu przeciwtrądzikowym i przeciwłojotokowym,
- działaniu immunologicznym i przeciwzapalnym,
- zapobieganiu nowotworom i ich leczeniu,
- wywoływaniu apoptozy,
- wpływie na skład macierzy zewnątrzkomórkowej.